# Tümelün
Tümelün (écriture mongole : ᠲᠦᠮᠡᠯᠦᠨ) était la fille de Gengis Khan et de Borte. 

## Biographie
On ne sait pas en quelle année Tumelun est né. Elle fut donnée comme épouse à son cousin Chigu Kuregen , fils d'Anchen, aristocrate Khongirad. En 1236, le roi Ogedei céda personnellement Fuzhou, province du Shandong (aujourd'hui Zhuan Chengxian, province du Shandong) des terres qu'il avait conquises, et donna conjointement 30 000 ménages à la douane de Yongor (ainsi appelée parce que chaque ménage était imposé 5 cents). Plus tard, pendant la dynastie Yuan, elle fut couronnée princesse de Yun (郓国公主, Yùn guó gōngzhǔ).

## Informations associées
- Alaqai Beki